# Yigoga subturbans
Yigoga subturbans là một loài bướm đêm trong họ Noctuidae.